# Carreira profissional
Carreira, no sentido metafórico, abrange o ato de viver e desenvolver-se em função de um sucesso individualista dos indivíduos no contexto  envolve duas partes principais: a organização e o indivíduo. Diferentemente de décadas atrás, quando as organizações definiam as carreiras de seus empregados, hoje o papel do indivíduo na gestão da carreira se torna mais relevante e assume um papel progressivamente mais ativo.
Os empregados assumem, na atualidade, o papel de planejar sua própria carreira, sendo estimulados a acumular conhecimentos e administrar suas carreiras para garantir mobilidade no mercado de trabalho.
Enquanto no início da carreira as pessoas buscam por desafios, salários atrativos e responsabilidades, após amadurecerem, passam a se interessar por trabalhos que demandem: autonomia e independência, segurança e estabilidade, competência técnica e funcional, competência gerencial, criatividade empreendedora, serviço e dedicação a uma causa, desafio, e estilo de vida.

## Carreira
Tradicionalmente, o termo carreira é entendido como um caminho a ser trilhado profissionalmente, associado ao significado de "ocupação" ou "profissão". Nessa perspectiva, costuma ter seu entendimento ligado a sucesso e ascensão social, como consequência de um contexto estável no qual as organizações, com vários níveis hierárquicos, traduziam o sucesso para seus empregados por meio de ascensão hierárquica, num viés capitalista. Tal perspectiva muda, no entanto, quando nos dias atuais, se começa a falar em carreira horizontalizada ou em forma de espiral, em decorrência da maior qualificação profissional e desenvolvimento de competências.
A discussão sobre carreiras tanto pela perspectiva organizacional, quanto individual é crescente. Antes se acreditava que essa temática deveria ser uma preocupação dos gestores de empresas, os quais deveriam desenhar e promover a trajetória profissional de sua equipe. Porém, atualmente a tendência é de que a carreira seja uma responsabilidade dos próprios indivíduos, ou seja, cada um deve pensar sobre sua carreira e planejá-la de acordo com seus objetivos.
Atualmente, a mobilidade e as mudanças no mercado de trabalho estão sendo compreendidas como promotoras da nova concepção de carreira, concebida como um caminho pessoal, existencial, auto dirigido e provado por meio de ensaios e erros e que tem como principal característica a consideração da própria mudança pessoal e a mudança tecnológica e laboral do meio ambiente.
Pode-se entender carreira como uma série de estágios e transições que variam conforme forças internas e externas exercidas sobre o indivíduo. Dessa forma, tem-se  a relação entre a organização e o profissional, como fator de conciliação das expectativas entre ambas a partes. A carreira é um dos termos das ciências sociais que é ambígua e está relacionada a uma gama ampla de definições. Pode significar, ao mesmo tempo, emprego assalariado ou atividade não remunerada, profissão, vocação, ocupação, posição em uma organização, trajetória de um indivíduo que trabalha por conta própria, uma fonte de informação para as empresas alocarem recursos humanos, ou até um roteiro pessoal para a realização dos próprios desejos.
Carreira inclui os estudos ou a preparação acadêmica e integram as capacidades laborais, as novas aprendizagens, as mudanças pessoais sobre a própria imagem, as metas e os valores, assim como a resposta para as novas oportunidades e mudanças tanto sociais como laborais. A carreira é um caminho de maturação, de crescimento em conhecimentos, habilidades e responsabilidades sobre a própria vida.
As trajetórias da carreira nas organizações podem ser analisadas em três momentos:
- o primeiro é o início, em que são estabelecidos os requisitos e condições de forma clara entre a empresa e o profissional;
- o segundo refere-se ao crescimento. Neste as pessoas ficam praticamente "abandonadas" pela empresa, no geral, exceto em casos em que a empresa é muito bem estruturada e tem um plano de carreiras muito bem elaborado;
- o terceiro momento é o final, o qual em muitas empresas é um momento crítico, pois muitas vezes o profissional após anos de trabalho na organização é deixado à deriva ou sem rumo; podendo não haver mais como crescer na empresa.

Ainda se pode citar caminhos ligados às atividades específicas, sendo trajetórias distintas percorridas dentro da organização. As trajetórias operacionais são mais vinculadas às atividades fim da empresa e não exigem muito conhecimento do profissional. As que estão ligadas às atividades específicas já exigem um nível mais técnico de conhecimento e as trajetórias gerenciais são caracterizadas por pessoas que iniciaram em níveis operacionais ou profissionais na empresa e que demonstram vocação para carreira gerencial. Esses três diferentes caminhos se subdividem em dezenas de possibilidades de escolhas.

### Tipos de carreira
Além do entendimento tradicionalista de carreira, duas outras vertentes surgiram. Há profissionais que, como o deus grego Proteu, adquirem a capacidade de se adaptar às mudanças constantes, e aqueles que olham para além das fronteiras da organização, seja na busca por aprendizado, ou formação de networking. Para esses movimentos deram-se os nomes de carreira proteana e carreira sem fronteira, ambos em oposição ao modelo tradicional.

#### Carreira tradicional
O modelo tradicional de carreira é baseado na noção de emprego herdada da sociedade industrial, na qual o empregado fazia um acordo tácito com a organização ao se dedicar e ser fiel à mesma, em troca de estabilidade e segurança. Sucesso é entendido como ascensão hierárquica.

#### Carreira proteana
Em referência ao deus grego Proteu, o qual segundo a mitologia, mudava de aparência de acordo com a circunstância, o termo "carreira proteana" foi concebido para descrever  profissionais com capacidade de adaptação de conhecimentos, habilidades e competências ao contexto econômico, social e tecnológico. É um cenário no qual a pessoa e não a organização, passa a ter controle da carreira. Nesse modelo, o profissional busca o sucesso psicológico em oposição ao sucesso definido por valores externos. Isso reflete em um profissional flexível, que valoriza a liberdade e acredita em aprendizado constante, buscando recompensas intrínsecas ao trabalho.
Esse tipo de carreira é caracterizado pela autogestão da carreira e pela carreira orientada por valores, ou seja, o profissional prioriza os próprios valores para estabelecer prioridades e objetivos, sendo o sucesso definido com base em critérios próprios.

#### Carreira sem fronteira
É um tipo de carreira na qual o profissional é independente e busca oportunidades além de um único empregador. Os profissionais nesse tipo de carreira estão confortáveis tanto com a troca de emprego, por vezes trabalhando em várias empresas, quanto com a criação e sustentação de relacionamentos além da fronteira da organização, mantendo networks e sentindo-se motivados por novas experiências, situações e aprendizados além das fronteiras da empresa.

#### Carreira multidirecional ou caleidoscópio
Foco na relação pessoa-trabalho, criadora de caminhos diferenciados dentro e fora das empresas.

#### Carreira em espiral
Foco nas competências que a pessoa consegue desenvolver e utilizar no trabalho, determinando sua trajetória laboral.

### Modelos de carreira
Ao se analisar as carreiras nas empresas, é possível verificar que estas são uma sucessão de acontecimentos imprevisíveis e que na verdade as pessoas veem à frente um caminho tortuoso, cheio de incertezas. A carreira, dessa forma deve ser pensada como uma estrada que está continuamente sendo construída pelas pessoas e pelas organizações.
Atualmente, com a flexibilização e heterogeneização do mundo laboral e das organizações, a carreira sofreu mudanças em sua concepção, estrutura e desenvolvimento. Gerando fragmentação da carreira organizacional, na qual se amplia para além dos limites das empresas.
A resiliência é um fator característico desse novo modelo de carreira, a maioria das pessoas buscam construir suas carreiras e não estabilidade, pois o mercado de trabalho está cada vez dinâmico. Neste contexto, as forças de mercado,culturais e políticas além de outros fatores estão sempre garantindo que as mudanças de carreiras podem ser incertas.
Apesar de mais democrático, o moderno modelo de carreira se caracteriza pela instabilidade, descontinuidade e horizontalidade, em contraposição ao modelo tradicional. Essa mudança necessariamente não significou progresso e bem-estar para as pessoas, que se tornam as responsáveis por suas próprias carreiras. Tal tipificação do modelo moderno de carreira dá conta dos diversos tipos coexistentes de profissionais no mercado, o que vai depender das características da função e da organização a que está vinculado. Deste modo, em organizações de grande porte ainda persiste a carreira do tipo burocrático, embora exista tendência de que estas organizações flexibilizem cada dia mais suas estruturas e a forma de ascensão, passando a valorizar atributos próprios de outros tipos de carreira, como o saber, a criatividade e o capital de relações. Mesmo em grandes e tradicionais empresas, a mentalidade e as atitudes estão se reconfigurando ao novo conceito de carreira, em que a capacidade de inovar e flexibilizar são fatores essenciais.

## Planejamento de carreira
O papel da pessoa na gestão de carreira é, basicamente, o processo de escolha de carreira que ocorre em três estágios da vida:
1. Fantasia: é a fase quando é criança, onde a imaginação e brincadeiras despertam o interesse das crianças;
2. Escolhas tentativas: é a fase da adolescência, que começam a buscar por áreas de interesses para atuarem, formando suas capacidades e valores;
3. Escolhas realistas: ocorre no início da fase adulta ocorrendo três períodos:
- Exploratório: examina as opções de carreira;
- Cristalização: as opções começam a ser mais focadas em áreas de interesses;
- Especificação: escolha de carreira.

As pessoas vislumbram a carreira profissional em busca de remuneração ou status que ela pode ofertar perante a sociedade. Na maioria das vezes, a escolha não está em sintonia com o que elas realmente sentiriam prazer em dedicar sua vida. Com essa visão, podem ocasionar situações como:
1. Desconforto profissional: nesse estágio a pessoa não possui motivação para executar as atividades a ela dirigida. A infelicidade profissional começa a afetar em sua vida, de tal forma, que não consegue crescer pessoalmente, ficando cada vez mais mal-humorada e, em alguns casos, pode entrar em depressão.
2. Visão limitada das alternativas: se acomodam no cargo que ocupam ao ponto de não conseguirem enxergar oportunidades de crescimento dentro da empresa e até mesmo no mercado em busca de seu desenvolvimento profissional.
3. Queda em armadilhas profissionais: acontece quando ignoram suas forças e conhecimentos ao desempenharem atividades que abrange seu ponto fraco de conhecimento, ocasionando pressão, estresse e desgastes.
Quando a pessoa estabelece um projeto de carreira sabendo de suas forças e fraquezas conciliando com o que gosta de fazer, além de identificar as oportunidades que são ofertadas consegue minimizar as tais situações. Para isso, London e Stumpf (1982), demonstram em um modelo de planejamento de carreiras três atividades para as pessoas refletirem antes de tomarem decisões sobre sua vida profissional:
1. Autoavaliação: reflexão sobre o que realmente gosta, habilidades, capacidades, qualidades e seu potencial;
2. Estabelecimento dos objetivos de carreira: depois de se auto conhecer e avaliar as oportunidades de carreira, é hora de traçar objetivos que queira alcançar na sua vida profissional, com elaboração de planos de ação realistas;
3. Implementação dos planos de ação: chega o momento de adquirir capacitações e experiências profissionais buscando atingir os objetivos traçados anteriormente.
Sem o autoconhecimento, conforme Martins (2001, p.70-72), as pessoas tendem a se perder na impessoalidade de parâmetros externos, que tem influência em três níveis:
- A família: é a influência inicial na escolha de qual carreira a pessoa deve seguir, podendo ser motivadora quanto impeditiva;
- A sociedade: influência tanto pelas características do ambiente onde a pessoa está inserida quanto por interferências diretas de grupos ou classe social, pela definição do que é prestígio e uma carreira promissora;
- A cultura: influência através dos vários juízos de valor emitidos e pelo significado atribuído às opções de carreira disponíveis.

Uma das formas de gerir uma carreira é a forma individual, na qual a pessoa objetiva aonde quer chegar futuramente e quais meios deve seguir para alcançar seu objetivo. Alguns passos podem ser seguidos para facilitar a formação de um plano de carreira:
1. Auto conhecimento
Este é um passo essencial, deve-se entender sobre si mesmo, reconhecer valores, sonhos, desejos, habilidades e personalidade, desta forma será possível definir melhor os objetivos e características individuais.
2. Analisar a situação atual
Entender em qual posição se encontra, para então almejar a mudança, definindo pontos fortes e fracos, experiências, competências e potenciais a serem explorados.
3. Estabelecer objetivos
Definir aonde quer chegar, neste ponto o indivíduo deve se conhecer o suficiente para definir objetivos palpáveis e que realmente o satisfará, pode-se definir para curto, médio e o longo prazo.
4. Definição de metas e estratégias
Tendo um objetivo e um ponto de partida, estabelecer quais aspectos precisam ser trabalhados, quais pontos fracos precisam ser fortalecidos e quais mudanças no estilo de vida podem ser alterados. Nesse passo é importante ressaltar o esforço e o tempo necessário, avaliando o quão disposto a pessoa pode estar de utilizar a estratégia planejada e se essa será viável aos objetivos propostos.
5. Gerenciamento do plano
Acompanhar ao longo do tempo se esta seguindo o planejamento proposto, redefinir objetivos e metas caso necessário e perceber que a todo o momento, fatores externos ao indivíduo podem forçar mudanças de plano, seja para longe ou perto do objetivo, oportunidades que podem ser agora escolhidas ou perdidas durante o processo.

Alguns pontos básicos e importantes para a definição e gestão de carreiras do indivíduo são:
- Autoconhecer os pontos fortes e os desenvolver

O autoconhecimento dentro do ambiente profissional torna-se um grande diferencial competitivo, pois se o indivíduo conhece suas características, melhor será o desenho das estratégias para alcançar seus objetivos. Várias são as ferramentas direcionadoras no processo de autoavaliação, algumas delas são: workshops para planejamento de carreira, consultorias especializadas, manuais de auto preenchimento e auto feedback.
- Aprender com as próprias experiências

Aprender com as próprias escolhas e experiências tanto no campo pessoal quanto no profissional auxilia a integrar conhecimentos adquiridos, selecionando e modificando ações relacionadas com o seu trabalho atual ou potencial. É um processo de reflexão que deve partir da pessoa em um contínuo processo de qualificação, podendo ter como suporte a empresa através de estruturas que a estimulem.
- Maximizar habilidades

Com o mercado profissional cada vez mais dinâmico, várias são as carreiras profissionais que sofrem transformações e que caem na obsolescência. Para inibir essas situações deve-se buscar sempre a atualização profissional, maximizando habilidades com ferramentas de treinamento e desenvolvimento, as quais proporcionam aos profissionais a obtenção de novos conhecimentos, aprimoramento de habilidades e transformação de atitudes.
- Utilizar metas para atingir os objetivos de vida e profissionais

A carreira deve harmonizar tanto os objetivos de vida quanto os profissionais, estabelecendo-se metas que direcionem um caminho que auxilia para atingir os objetivos. Portando, leva a pessoa a sair do estado em que se encontra para o estado que deseja estar.

## O papel da empresa na gestão de carreira
A empresa desempenha um papel no planejamento de carreira de seus empregados, de modo que, mantenha-os satisfeitos e úteis. Elas precisam desenvolver um sistema de gestão de carreira, que auxilia como suporte para as pessoas planejarem suas carreiras. Tal sistema pode dividir-se em: 
- Princípios: representam os compromissos entre a empresa e as pessoas, que podem ser ajustados ao longo do tempo, garantindo estabilidade e consistência do sistema;

- Estrutura de carreira: definição da sucessão de posições na cadeia hierárquica, sua valorização e seus requisitos de acesso;

- Instrumentos de gestão: o nível de informação das pessoas em relação à empresa e vice-versa, dá suporte para o planejamento e oportunidades de carreira. Além de espaços para a negociação entre ambas as partes a respeito de suas expectativas e anseios profissionais.

O papel da empresa pode ser dividido em três categorias:
- Definição estratégica: compactação dos princípios da empresa como um todo, conciliando o desenvolvimento da empresa com os das pessoas, definição de trajetórias de carreira e especializações para manutenção ou incorporação de vantagens competitivas, entre outras;

- Definição do sistema de gestão de carreira: decisões sobre formatação e características das estruturas de carreira, níveis dentro de cada estrutura, requisitos de acesso e os instrumentos de gestão;

- Definição da metodologia de concepção, implementação e atualização do sistema: voltado para o bom funcionamento do sistema. Leva-se em conta a cultura, o momento histórico e as necessidades da empresa.

Por sua vez, as responsabilidades podem ser divididas em três níveis:
- Individual: ofertar ferramentas de apoio para o desenvolvimento, com instrumentos de autoconhecimentos, relatando sobre os tipos de responsabilidades e recompensas das oportunidades internas e do mercado de trabalho;

- De equipes: preparação dos gestores, de modo que, orientem a carreira de seus empregados, respeitando a diversidade. Além de autonomia para eles para reorganizar cargos e o trabalho para atender às necessidades de todos, visando o crescimento do funcionário estimulando a adquirir competências e envolvimento em projetos dentro da organização;

- Organizacional: criação de um ambiente com diálogo, abertura e respeito aos interesse individuais das pessoas com relação às suas carreiras. Com isso, as organizações precisam assumir responsabilidades em mudar estratégia, para flexibilidade da organização, com foco no comprometimento, nas pessoas, no conhecimento, nas competências e nas entregas.

## Estrutura de carreira
Os tipos básicos de estruturas de carreira são:
- Em linha: a sequência de posição está alinhada em uma única direção, não havendo alternativas para as pessoas que estão nele;

- Em rede: oferece várias opções para cada posição na empresa;

- Paralelas: as pessoas orientam suas trajetórias profissionais em duas direções: natureza profissional e outra natureza gerencial. Nas duas conseguem maiores níveis de remuneração e de reconhecimento. As formas mais comuns são as totalmente paralelas, as em Y (base comum, por um braço técnico e um braço gerencial) e as de múltiplos paralelismos.

## Tendências da gestão de carreira
- Gestão compartilhada da carreira entre a empresa e a pessoa, incorporando o desenvolvimento pessoal com o da organização;[15]

- Critérios de ascensão profissional desvinculada da estrutura organizacional e dos títulos de cargos;

- Transparência dos critérios de ascensão, dando visão ao horizonte profissional oferecido pela empresa;

- Estruturas de carreiras predominantemente paralelas, visando otimizar as contribuições individuais.

## Curiosidades: As pessoas na organização
Nos anos 1980, foi marcado pela produção abundante tanto na qualidade das ideias como na diversidade dos conteúdos tratados. A produção que marcou mais essa época aconteceu nos Estados Unidos por conta dos seguintes aspectos:
- No início dos anos 1980, os chamados babyboomers (pessoas que nasceram no período do pós-guerra, que provocou uma exploração de nascimentos nos Estados Unidos e na Europa) começaram a ocupar as posições de média gerência, fazendo com que as gerações seguintes ficassem sem espaço no mercado de trabalho.[20]

- A mulher no mercado de trabalho começou a ganhar força, nos anos 1970, em que entraram mais fortemente, ocasionando alterações na malha de concorrência e preocupações com a carreira do casal. Sendo assim, a mobilidade geográfica foi se tornando mais complexa porque as empresas começaram a ter de se ocupar não apenas com a carreira de seus empregados, mas também da de seus cônjuges.[20]

- A entrada do Japão como novo concorrente internacional, gerando grandes transformações no mercado em 1980, fazendo com que as organizações ficassem pressionadas a darem resposta mais rápidas, com menor custo e mais qualidade.[20]

- Os pais começam a ficar muito mais preocupados com a carreira de seus filhos.[20]

## Encerramento de carreira e aposentadoria
Pode-se defender que o encerramento de uma carreira acontece por quatro causas principais: idade, não seleção, ferimento ou dano, e livre escolha. Porém percebe-se que os três primeiros casos são fatores de força maior, e apenas o último é por motivação própria. O fim de uma carreira está relacionado a obsolescência, pois o profissional, por sua vida útil ou por perder empregabilidade, um dia deixa de fazer parte do mercado.
Enquanto o envelhecimento psicológico resulta das mudanças ou deterioração da própria imagem, o envelhecimento social está relacionado com a interação do indivíduo e seu ambiente, pois o indivíduo se torna mais rígido nos seus papéis quando não é aceito pelos outros por discriminação.
As rápidas mudanças no meio ambiente provocam crises, que muitas vezes se denominam crises de meia idade, mesmo que não se saiba qual a metade da vida, já que essa crise acontece em diversos momentos da fase adulta, mas pode-se afirmar que se dá entre os 35 e 55 anos de idade.
As crises vitais de um adulto podem ser:
- Aborrecimento, falta de um objetivo para a vida e para o trabalho;
- Envelhecimento biológico, psicológico e social;
- Obsolescência;
- Questionamento de valores e mudança de meta;
- Mudança de motivação no trabalho;
- Sentimento de perda de status;
- Mudança na vida familiar;
- Medo de crescer ou envelhecer;

Para evitar que o processo de envelhecimento e de aposentaria seja negativo é necessário que haja preparo psicológico, mental e até físico para lidar com tais situações.
É ressaltado que as pessoas cada vez mais tem tentado adiar sua aposentadoria visto que a expectativa de vida aumentou nos últimos anos. Estes profissionais tendem a estender seu tempo de serviço na organização onde trabalham, buscando uma recolocação no mercado ou até investindo em novas carreiras.